# 利昂·费斯廷格
利昂·费斯廷格（Leon Festinger，1919年5月8日—1989年2月11日）是一位美国社会心理学家，以其认知失调理论著称（1957年）。 
在费斯廷格一生中，曾任教于美国多所大学，包括爱荷华大学、罗彻斯特大学、麻省理工学院、明尼苏达大学、密歇根大学和斯坦福大学。
费斯廷格以其认知失调理论著称。

## 生平
1919年5月8日，利昂·费斯廷格出生在美国纽约布鲁克林一个俄国犹太人移民家庭，父亲亚历克斯·费斯廷格是一位自学成才的刺绣制造商，母亲是萨拉·所罗门· 费斯廷格。利昂·费斯廷格就读于男子中学，1939年，费斯廷格获得纽约市立学院理学士学位，大学毕业后，费斯廷格进入爱荷华大学，在社会心理学之父科特·勒温的指导下，1940年获得心理学硕士学位，1942年获博士学位。科特·勒温试图建立心理学的“场论”（类似于物理学），以取代行为主义者的机械论模型。
同年，利昂·费斯廷格与女画家玛丽·奥利弗·Ballou结婚，两人生有3名子女：凯瑟琳、理查德和库尔特。) 之后与Ballou离婚, 1968年与 Trudy Bradley结婚。Trudy Bradley 目前为纽约大学教授。
1945年，勒温在麻省理工学院建立了群体动力学研究中心，费斯廷格也到那里担任助理教授。1947年勒温去世后，费斯廷格也离开那里，前往密歇根大学担任副教授。